# Mercedes-Benz F 700
Der F 700 ist ein Konzeptfahrzeug der Marke Mercedes-Benz und wurde auf der IAA 2007 in Frankfurt am Main erstmals vorgestellt. 
Trotz seiner Größe und seines Gewichts beträgt der Verbrauch auf einer Strecke von 100 Kilometern nur 5,3 Liter. Das Gewicht der Luxuslimousine beträgt 1,7 Tonnen. Der CO2-Ausstoß des F 700 liegt laut Werksangabe bei 127 g/km.

## F 700 und der neue DiesOtto
Für die erzielte Leistung ist vor allem der neu entwickelte Diesotto-Motor verantwortlich. Im F 700 kommt dieser erstmals als Vierzylinder-Motor mit 1,8 Liter Hubraum und einer Leistung von 175 kW (238 PS) zum Einsatz. Das Drehmoment soll bei 400 Nm liegen. So kann der F 700 in 7,6 Sekunden von 0 auf 100 km/h beschleunigen. Die Höchstgeschwindigkeit wurde auf 200 km/h begrenzt. 
Des Weiteren besitzt der Motor eine Direkteinspritzung, zwei Turbolader und variable Verdichtung.
Der wichtigste Bestandteil der neuen DiesOtto-Technologie ist jedoch die Raumzündverbrennung bei Teillast. Dies ist ein dem Diesel ähnliches und hocheffizientes Brennverfahren, das vor allem bei niedrigen und mittleren Drehzahlen seine Vorzüge hat. Das Kraftstoff-Luft-Gemisch entzündet sich dabei von selbst. Gestartet wird der F 700 wie ein konventioneller Ottomotor per Zündkerze, die auch bei hoher Last zum Einsatz kommt. Die Abgas-Reinigung übernimmt ein serienüblicher Dreiwege-Katalysator. Der Elektromotor des F 700 bietet vor allem im städtischen Verkehr Vorteile und stellt weitere 15 kW zum Beschleunigen zur Verfügung.

## Fahrwerk
Unter der Bezeichnung Pre-Scan kommt eine weitere Neuerfindung im F 700 erstmals zum Einsatz. Dabei tasten zwei in den Frontscheinwerfern integrierte Lidar Laserscanner die Fahrbahn vor dem Fahrzeug ab und erkennen Unebenheiten. Das aktivfahrwerk ABC (Active Body Control) verarbeitet die Informationen der vorausliegenden Fahrbahnunebenheiten so, dass es zu einer Erhöhung des Fahrkomforts kommen soll. Serieneinführung als Magic Body Control 2013 in der Mercedes-Benz Baureihe 222.

## Servo-Human Machine Interface (Servo-HMI)
Das Servo-HMI ist ein neu entwickeltes Bedienkonzept, über das der Fahrer mit seinem Automobil kommunizieren kann. Dies wird den Insassen zum einen ermöglicht durch Eingabe über den Comand-Dreh-/Drücksteller, zum anderen durch eine mündliche Eingabe über die Spracherkennung. Beide Eingabevarianten werden über den so genannten Avatar, eine auf dem Bildschirm generierte junge Frau, behandelt.

## Interieur
Der Radstand des auf der S-Klasse basierenden F 700 wurde um 28,5 Zentimeter auf 3,45 Meter gestreckt, um ein im Innenraum größeres Platzangebot zu erreichen. Das Wohlbefinden der Fahrgäste wird durch den eingearbeiteten Kork verbessert, der mit seinem hellen Ton eine gute Stimmung verbreitet. Eine weitere wichtige Komponente ist das Sitzkonzept, das für vier Personen Platz bietet. Mit umgeklapptem Beifahrersitz kann der rechte Fondsitz in der Relax-Position in eine Art Liegesitz umfunktioniert werden. Hinzu kommen zwei große im Dach eingearbeitete Glasflächen, ein Monitor mit 51 cm Bildschirmdiagonale und ein Surround-Soundsystem.

## Exterieur
Der F 700 zeigt sich äußerlich durch seine stromförmigen Linien und den ausgestellten Radhäusern dynamisch. Zur äußerlichen eleganten Erscheinung des F 700 sind vor allem das klassische Vier-Augen-Gesicht mit integrierten LED-Leuchten und die Übergänge zwischen den einzelnen Fahrzeugteilen verantwortlich.

## Serie
Der F 700 ging als Konzeptfahrzeug nicht in Serie. Die im F 700 erprobten Entwicklungen fanden in den Folgejahren bei fast allen Mercedes-Benz-Modellen Verwendung.